# Thomas Hanley
Thomas Hanley (fl. 1410) foi um cónego de Windsor de 1412 a 1413 e Decano de Tetenhale.

## Carreira
Ele foi nomeado:
- Decano de Tetenhale

Ele foi nomeado para a primeira bancada na Capela de São Jorge, Castelo de Windsor, em 1412, e ocupou a posição canônica até 1413.